# Gręboszew (gromada)
Gręboszew (od 31 XII 1961 Drużbice) – dawna gromada, czyli najmniejsza jednostka podziału terytorialnego Polskiej Rzeczypospolitej Ludowej w latach 1954–1972.
Gromady, z gromadzkimi radami narodowymi (GRN) jako organami władzy najniższego stopnia na wsi, funkcjonowały od reformy reorganizującej administrację wiejską przeprowadzonej jesienią 1954 do momentu ich zniesienia z dniem 1 stycznia 1973, tym samym wypierając organizację gminną w latach 1954–1972.
Gromadę Gręboszew siedzibą GRN w Gręboszewie (w obecnym brzmieniu Gręboszów) utworzono – jako jedną z 8759 gromad na obszarze Polski – w powiecie piotrkowskim w woj. łódzkim, na mocy uchwały nr 35/54 WRN w Łodzi z dnia 4 października 1954. W skład jednostki weszły obszary dotychczasowych gromad Drużbice wieś, Drużbice kolonia, Gręboszew, Kazimierzów, Kobyłki, Łęczyca, Patok, Stoki, Głupice i Teofilów ze zniesionej gminy Wadlew oraz wieś Żbijowe z dotychczasowej gromady Kącik ze zniesionej gminy Mzurki w tymże powiecie. Dla gromady ustalono 22 członków gromadzkiej rady narodowej.
1 stycznia 1956 gromada weszła w skład nowo utworzonego powiatu bełchatowskiego w tymże województwie.
1 stycznia 1959 do gromady Gręboszew przyłączono wieś Rasy, wieś Nowa Wieś, wieś Kępa, wieś, kolonię i parcelację Kącik, wieś Katarzynka, osadę Fesler, osadę Koneckiego, osadę Kącik-Rasowa, osadę Bukowie, osadę Maksalona, osadę Binkowskiego, osadę Stępnia, osadę Milkowskiego, osadę Sadurskiego, wieś Teresin i wieś Wola Rożniatow[sk]a ze zniesionej gromady Kącik.
Gromadę zniesiono 31 grudnia 1961 przez przemianowanie jednostki na gromada Drużbice z siedzibą GRN w Drużbicach.